# Club Atlético Newell's Old Boys
Maillots
Actualités
Le Club Atlético Newell's Old Boys, plus couramment appelé Newell's Old Boys, est un club de football argentin basé à Rosario.
Une rivalité de longue date l'oppose à Rosario Central, l'autre club de la ville de Rosario, dont le derby est appelé le Clásico Rosarino.
Il est le club formateur du footballeur Lionel Messi.

## Histoire

### Fondation du club
- 3 novembre 1903 : fondation du club
- 23 juillet 1911 : inauguration du stade

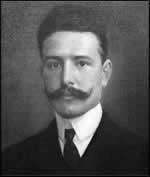
Claudio Newell

Le nom du club fut donné par d'anciens étudiants de l'English High School de Rosario en hommage à son directeur et entraîneur de football Isaac Newell. D'où le nom du club : Newell's Old Boys signifie Diplômés de Newell, ou Ancien Garçons de Newell, sa traduction littérale en français.
Isaac Newell quitte l'Angleterre son pays natal à l'âge de 16 ans et rejoint l'Argentine où il fonde l'École commerciale anglicane argentine, la première école non catholique de Rosario qui intègre le sport l'éducation physique, et notamment le football, comme matière en raison de l'interêt porté par Newell au sport. Le premier écusson est conçu et Les couleurs de l'équipe sont le rouge et noir, en référence aux drapeaux anglais et allemand (Newell étant anglais, sa femme allemande).

### Une puissance sur la scène argentine
Au cours du temps de nombreux joueurs du Newell's Old Boys ont renforcé les rangs de la sélection argentine ainsi que les plus prestigieux championnats européens, italien et espagnol principalement. Parmi eux l'on peut notamment citer Gabriel Batistuta, Abel Balbo, Jorge Valdano, Américo Gallego, Diego Maradona, Mario Zanabria, Gustavo Dezotti, Roberto Sensini, Walter Samuel, Mauricio Pochettino, René Pontoni, Gerardo Martino, Angel Perucca, et plus récemment les internationaux argentins Gabriel Heinze, Maxi Rodríguez, Lionel Messi...

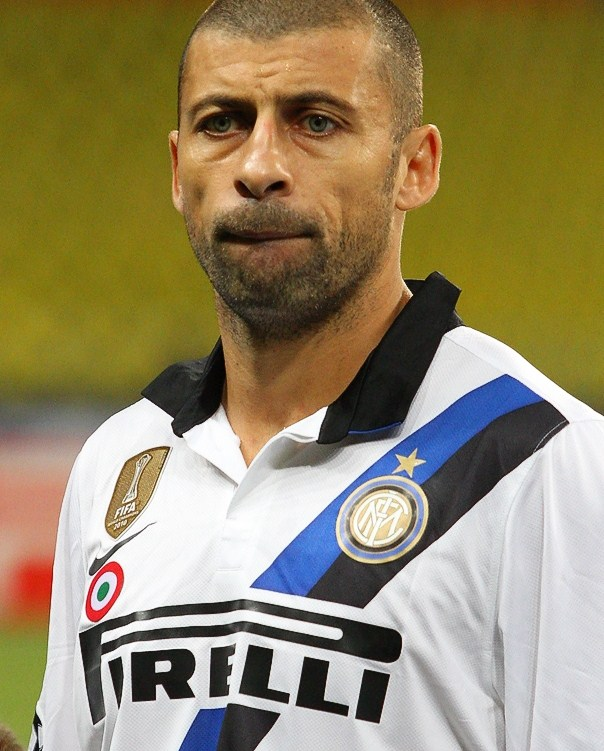
Walter Samuel

### Surnom de l'équipe
L'on surnomme souvent l'équipe les Leprosos (Lépreux), en référence à histoire invérifiable, car aucune preuve n'existe.
Selon la « légende », le surnom est né dans les années 1920 après qu'un hôpital de Rosario ait invité les deux équipes les plus importantes de la ville, Rosario Central et Newell à jouer un match de charité en vue de lever des fonds destinés à une léproserie. 
Cependant, le match n'a jamais eu lieu et c’est à partir de cet épisode que les supporters des clubs ont commencé à surnommer le rival pour se moquer. Pour ceux de Central, ceux de Newell étaient tous des leprosos (lépreux) pour avoir voulu jouer; et pour ceux de Newell’s, ceux de Central étaient tous des canallas (canailles), pour avoir refusé.

## Stade

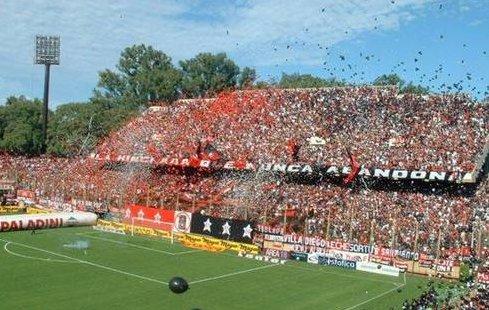
El Coloso del Parque

Le stade du Newell's Old Boys est situé à Parque Independencia dans un quartier de Rosario, et est appelé El Coloso del Parque (Le Colosse du Parc de l'Indépendance) depuis 1911. Sa capacité a été augmentée en 1997, passant de 30 000 à 39 121.
Le 22 décembre 2009, le stade fut renommé Estadio Marcelo Bielsa en l'honneur de l'entraîneur argentin Marcelo Bielsa, qui évolua au club durant sa carrière.

## Palmarès
| Compétitions nationales | Compétitions internationales                                                                 |
| --- | -------------------------------------------------------------------------------------------- |
| - Championnat d'Argentine (6) : - Champion : 1974 (Metropolitano), 1987-1988, 1990-1991, 1992 (Clausura), 2004 (Apertura), 2013 (Final) - Coupes Nationales (3) - Champion: 1911 (Copa de Honor), 1921 (Copa Doctor Carlos Ibarguren), 1949 (Copa Adrián Escobar) | - Copa Libertadores : - Finaliste : 1988 et 1992. - Copa de Honor Cusenier - Finaliste :1911 |

## Personnalités du club

### Entraîneurs[5]
Le tableau suivant présente la liste des entraîneurs du club depuis 1939.
| Rang | Nom                   | Période   |
| ---- | --------------------- | --------- |
| 1    | Calderón Hernández    | 1939      |
| 2    | José Rotman           | 1939      |
| 3    | Adolfo Celli          | 1940-1943 |
| 4    | M. Fleitas Solich     | 1944-1945 |
| 5    | Adolfo Celli          | 1946-1947 |
| 6    | William Reaside       | 1947      |
| 7    | Gerónimo Diaz         | 1948-1950 |
| 8    | José Fabrini          | 1950      |
| 9    | R. Martínez Carbonell | 1951-1952 |
| 10   | Ezequiel Tarrío       | 1953      |
| 11   | Adolfo Celli          | 1953      |
| 12   | José Ramos            | 1954-1955 |
| 13   | José Fabrini          | 1955-1956 |
| 14   | René Pontoni          | 1956-1957 |
| 15   | Martínez Carbonell    | 1957      |
| 16   | Adolfo Celli          | 1958      |
| 17   | Gerónimo Diaz         | 1958-1960 |
| 18   | José Minella          | 1960      |
| 19   | Emilio Baldonedo      | 1960      |
| 20   | José Curti            | 1961      |
| 21   | Adolfo Celli          | 1961-1962 |
| 22   | Gabino Ballesteros    | 1962      |
| 23   | Angel Perucca         | 1963      |
| 24   | Mario Boyé            | 1964      |

| Rang | Nom                      | Période   |
| ---- | ------------------------ | --------- |
| 25   | Gerónimo Diaz            | 1964-1965 |
| 26   | Raúl Belén               | 1965      |
| 27   | Adolfo Celli & Angel Zof | 1965      |
| 28   | Angel Zof                | 1966-1967 |
| 29   | Ubaldo Faina             | 1967      |
| 30   | Roberto Belángero        | 1968      |
| 31   | J. Bautista Piotto       | 1968      |
| 32   | Angel Zof                | 1969      |
| 33   | Raúl Miralles            | 1969      |
| 34   | Alejandro Galán          | 1969      |
| 35   | M. Antonio Juárez        | 1970      |
| 36   | C. Luis Menotti          | 1970      |
| 37   | M. Antonio Juárez        | 1971      |
| 38   | C. Luis Menotti          | 1971      |
| 39   | Pedro Dellacha           | 1971-1972 |
| 40   | Jorge Griffa             | 1972      |
| 41   | J. Carlos Montes         | 1972      |
| 42   | Armando Mareque          | 1973      |
| 43   | Raúl Belén               | 1973      |
| 44   | J. Eulogio Urriolabeitia | 1973      |
| 45   | J. Carlos Montes         | 1974-1976 |
| 46   | José Yudica              | 1976-1977 |
| 47   | Jorge Solari             | 1976-1978 |
| 48   | José Yudica              | 1978-1979 |

| Rang | Nom               | Période   |
| ---- | ----------------- | --------- |
| 49   | Luis Cubilla      | 1980      |
| 50   | J. Carlos Montes  | 1981-1984 |
| 51   | Jorge Solari      | 1984-1987 |
| 52   | José Yudica       | 1987-1990 |
| 53   | Marcelo Bielsa    | 1990-1992 |
| 54   | Carlos Picerni    | 1992      |
| 55   | Roberto Puppo     | 1992-1993 |
| 56   | E. Luján Manera   | 1993      |
| 57   | Roque Alfaro      | 1993      |
| 58   | Jorge Solari      | 1993      |
| 59   | Jorge Castelli    | 1993-1995 |
| 60   | Raúl Donsanti     | 1995      |
| 61   | José Yudica       | 1995-1996 |
| 62   | Mario Zanabria    | 1996-1997 |
| 63   | Roberto Puppo     | 1997      |
| 64   | Mirko Jozić       | 1998      |
| 65   | Ricardo Dabrowski | 1998      |
| 66   | Jorge Castelli    | 1998-1999 |
| 67   | Andrés Rebottaro  | 1999-2000 |
| 68   | Jorge Ribolzi     | 2000-2001 |
| 69   | Juan Manuel Llop  | 2001-2002 |
| 70   | Julio Zamora      | 2002      |
| 71   | Héctor Veira      | 2002-2004 |
| 72   | Américo Gallego   | 2004      |

| Rang | Nom                | Période   |
| ---- | ------------------ | --------- |
| 73   | Arsenio Ribeca     | 2005      |
| 74   | Juvenal Olmos      | 2005      |
| 75   | José Machetti      | 2005      |
| 76   | Nery Pumpido       | 2005-2007 |
| 77   | José Machetti      | 2007      |
| 78   | Pablo Marini       | 2007      |
| 79   | José Machetti      | 2007      |
| 80   | R. Caruso Lombardi | 2007-2008 |
| 81   | Fernando Gamboa    | 2008      |
| 82   | Roberto Sensini    | 2009-2011 |
| 83   | Ricardo Johansen   | 2011      |
| 84   | Javier Torrente    | 2011      |
| 85   | Sergio Giovagnoli  | 2011      |
| 86   | Diego Cagna        | 2011      |
| 87   | Gerardo Martino    | 2012-2013 |
| 88   | Alfredo Berti      | 2013-2014 |
| 89   | Ricardo Lunari(    | 2014      |
| 90   | Gustavo Raggio     | 2014      |
| 91   | Américo Gallego    | 2015      |
| 92   | Carlos Picerni     | 2015      |
| 93   | Lucas Bernardi     | 2015      |
| 94   | J. Pablo Vojvoda   | 2016      |
| 95   | D. Mario Osella    | 2016-     |

### Joueurs célèbres
Lionel Messi (1995-2000). L'octotuple Ballon d'or a été formé dans les divisions de jeunes de l'équipe avant de rejoindre le FC Barcelone à l'âge de treize ans.

#### Joueurs argentins
- Sergio Omar Almirón (1977-1989)
- Abel Balbo (1987-1988)
- Gabriel Batistuta (1988-1989)
- Fernando Belluschi (2002-2006)
- Lucas Bernardi (1998-2000, 2009-2015)
- Eduardo Berizzo (1988-1993)
- Sebastián Cejas (1994-2001)
- Gustavo Dezotti (1982-1988)
- Aldo Duscher (1995-1998)
- Américo Gallego (1974-1980)
- Fernando Gamboa (1988-1993, 1999-2000)
- Ezequiel Garay (2004-2005)
- Ricardo Giusti (1975-1978)
- Sergio Goycochea (1997-1998)
- Julio Libonatti (1919-1926)
- Gabriel Heinze (1996-1997)
- Diego Maradona (1993-1994)
- Lionel Messi (1995-2000)[6]
- Aníbal Moreno (2013-)
- Ariel Ortega (2004-2006)
- Mauricio Pochettino (1988-1994)
- Juan Ramón Rocha (1972-1978)
- Maxi Rodríguez (1999-2002 ; 2012-)
- Mauro Rosales (2001-2004)
- Walter Samuel (1996-1997)
- Norberto Scoponi (1981-1994)
- Néstor Sensini (1985-1989)
- Juan Simón (1977-1983)
- David Trezeguet (2013-2014)
- Jorge Valdano (1971-1975)
- Jorge Sampaoli (1977-1979)

#### Autres
- Julio César Baldivieso (1994-1997)
- Óscar Cardozo (2006-2007)
- Mário Jardel (2004)
- Ernest Mtawali (1994-1995)
- Justo Villar (2004-2008)
- Velko Yotov (1996-1998)

## Supporters célèbres
- Marcelo Bielsa (entraîneur de football)
- Rafael Bielsa (homme politique)
- José Cura (chanteur d'opéra)
- Vicente de la Mata (footballeur)
- Gabino Sosa (footballeur)
- Lionel Messi (footballeur)
- Mauro Icardi (footballeur)
- Nicki Nicole (chanteuse reggaeton)